# The Mongols
The Mongols (en español: "Los Mongoles"), fue una banda musical de género rock de Filipinas, formada en Manila desde 2003 hasta 2005. La banda estaba integrada por el guitarrista J. Astro (también conocido como Jerome Velasco) (de The Teeth), el bajista Yan Yuzon, el baterista Bogs "Boga Man" Jugo (miembro de la banda de indie pop Daydream Cycle) y el cantante y guitarrista Ely Buendía, bajo su nombre verdadero de Jesús "Dizzy" Ventura. La banda fue gestionado por Day Cabuhat, uno de los exgerentes de la banda juvenil Eraserheads.
The Mongols lanzó su primer EP bajo su propia producción en formato CD-R en el mes de abril de 2003, álbum bajo el título de "A Fraction of A Second". Con cinco temas musicales como, "Case Logic", "No", "Tomorrowland", "KSP" y "Abstracción de un segundo". Fue lanzado bajo registro de "Redrum".
Después de unos meses, la banda decidió lanzar su álbum auto-producido y distribuido por el sello "Neo Records Inc.", bajo la marca VIVA. El resultado de este álbum contiene trece pistas musicales como "Pest de Buda" (sus pistas musicales son: "Guardián", "Bulakbol", "Bakit Nga Ba", "Pony", "Teka Muna", "Flip Candy", "Heroína", "Wig Out", "Se acabó", "Primavera irlandesa", "Impar Par", "Tu Bushido", además de una pista instrumental sin título). Fue producido por "The Genghis Klan". Tras la salida de su guitarrista de Jerome Velasco, la banda decidió cambiar de nombre por Pupil en 2005.